# Saint-Baldoph
Saint-Baldoph is een gemeente in het Franse departement Savoie (regio Auvergne-Rhône-Alpes). De gemeente maakt deel uit van het arrondissement Chambéry. Saint-Baldoph telde op 1 januari 2022 2.827 inwoners.

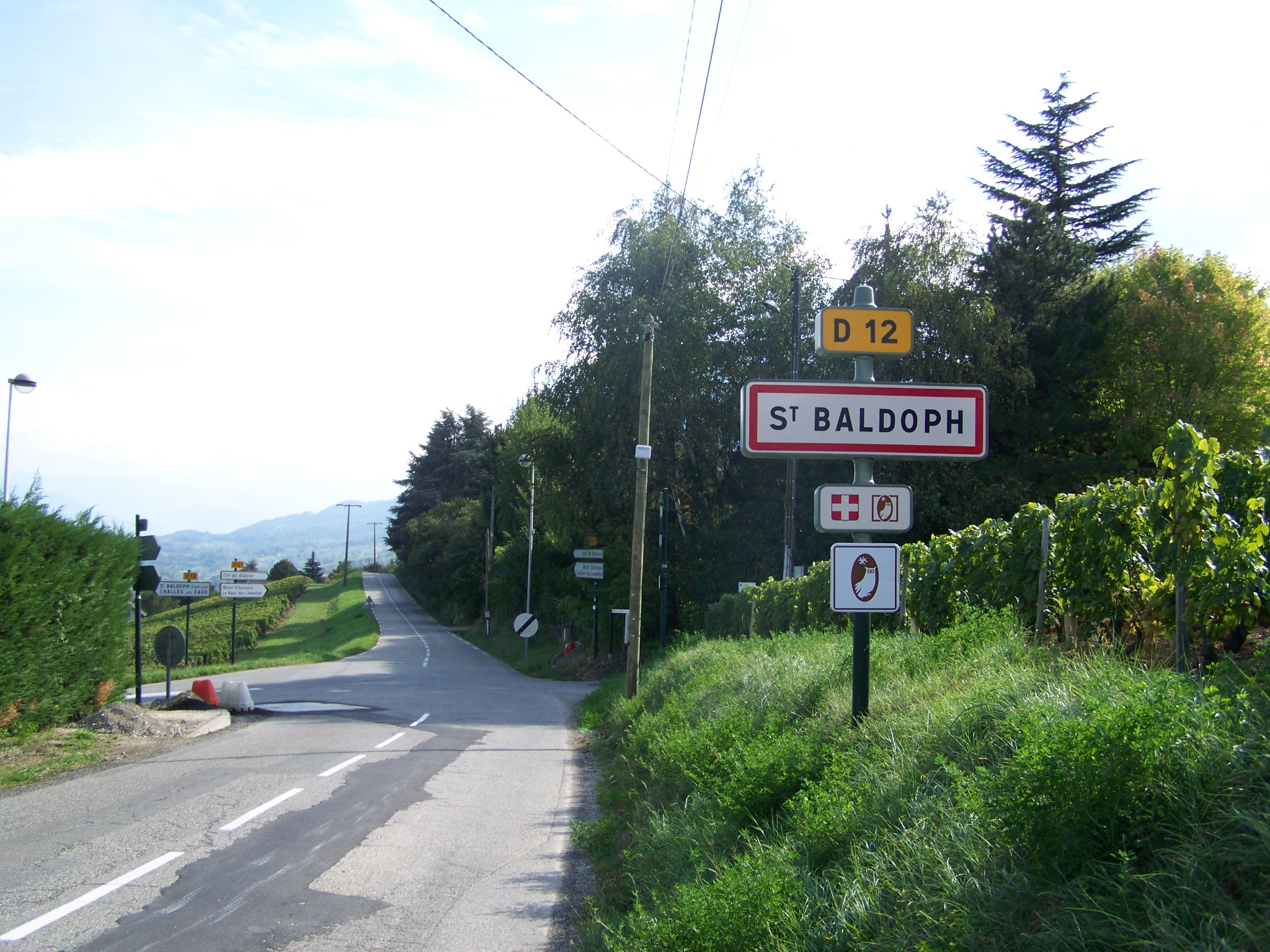
Saint-Baldoph

## Geografie
De oppervlakte van Saint-Baldoph bedroeg op 1 januari 2022 6,24 vierkante kilometer; de bevolkingsdichtheid was toen 453 inwoners per km². De gemeente ligt ten noorden van de Chartreuse, dat het uitzicht beheerst. 

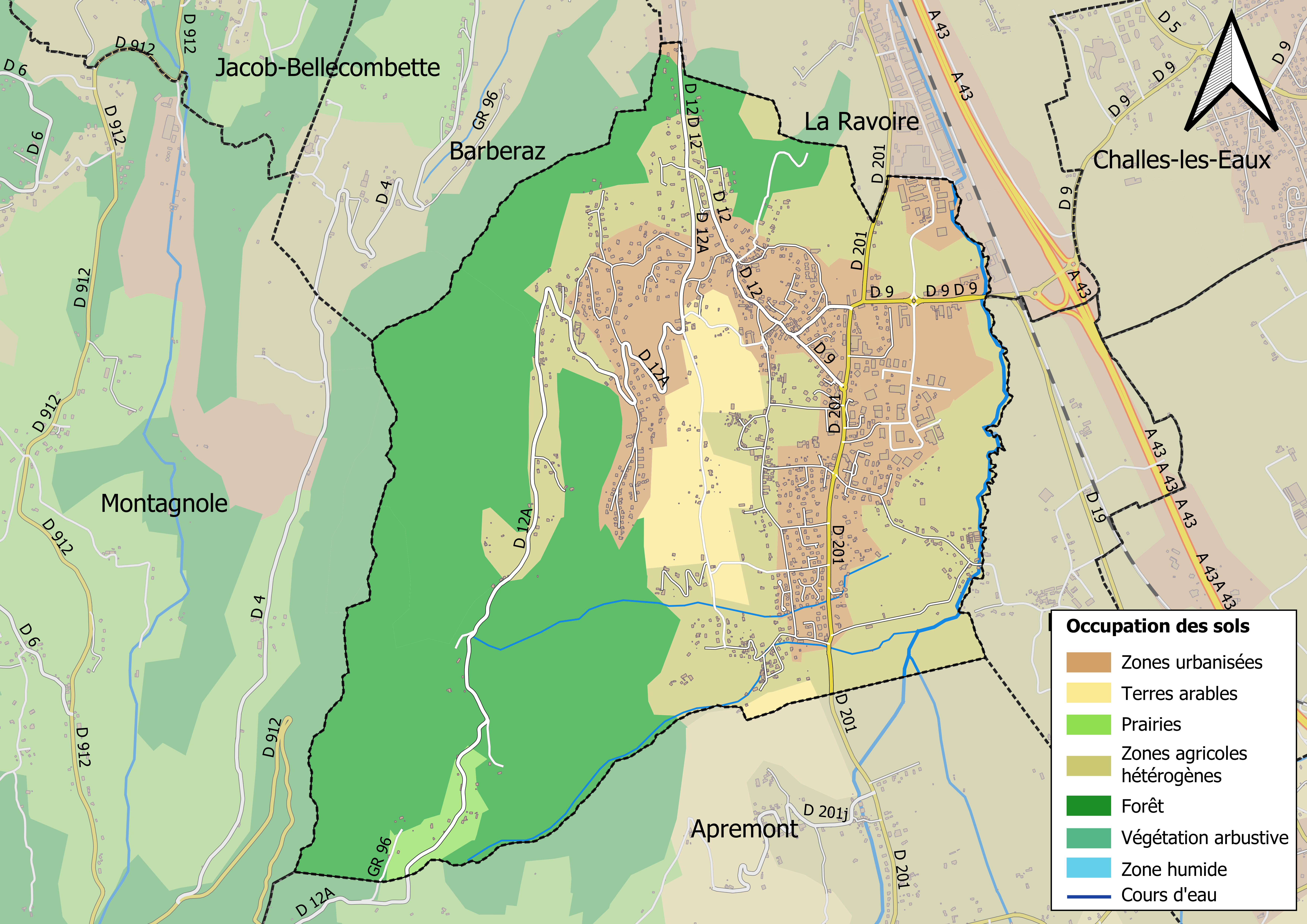
Kaart van de gemeente met de belangrijkste infrastructuur, bodemgebruik en omliggende gemeenten

## Demografie
Onderstaande figuur toont het verloop van het inwonertal (bron: INSEE-tellingen).